# Grainne Murphy
Grainne Murphy, née le 26 mars 1993 à Wexford, est une nageuse irlandaise participant aux épreuves de nage libre (400, 800 et 1 500 mètres) et de quatre nages. Elle est trois fois médaillée en individuel aux Championnats d'Europe. 

## Carrière
Triple championne d'Europe junior en 2009, elle devient vice-championne d'Europe du 1 500 m nage libre en 2010 derrière Lotte Friis en améliorant de huit secondes le record national. Sélectionnée pour les Jeux olympiques de Londres 2012, elle participe au 400 m nage libre mais elle est éliminée en séries. 

## Palmarès

### Championnats d'Europe
Grand bassin
- Championnats d'Europe 2010 à Budapest (Hongrie) :
  -  Médaille d'argent sur le 1 500 m nage libre.

Petit bassin
- Championnats d'Europe 2010 à Eindhoven (Pays-Bas) :
  -  Médaille de bronze sur le 400 m nage libre.
  -  Médaille de bronze sur le 800 m nage libre.